# Time
 For alternative betydninger, se Time (flertydig). (Se også artikler, som begynder med Time)
Time er en enhed for tid på 3600 sekunder eller 3,6 kilosekunder.
Den internationale forkortelse for time er "h" (for latin hora). Ifølge Retskrivningsordbogen kan også "t." bruges som forkortelse for time, men hvis man gør det, er der fare for forveksling med "t" uden punktum som er den autoriserede forkortelse for ton.
Et døgn består af 24 timer.
En time består af 4 kvarter eller 60 minutter.
Oprindeligt blev dagen inddelt i 12 timer fra solopgang til solnedgang,[kilde mangler] hvilket gjorde at en time var længere om sommeren end om vinteren.
Et klokkeslæt angives ofte enten som antal timer og minutter (14:35) eller timer, minutter og sekunder (14:35:20).